# Danis wollastoni
Danis wollastoni är en fjärilsart som beskrevs av Rothschild 1917. Danis wollastoni ingår i släktet Danis och familjen juvelvingar. Inga underarter finns listade i Catalogue of Life.